# Ewa Milewicz
Ewa Milewicz (* 4. Dezember 1947) ist eine polnische Journalistin.
Ewa Milewicz studierte an der Warschauer Universität Rechtswissenschaften. Im Mai 1980 begann sie eine Zusammenarbeit mit dem polnischen Komitee zur Verteidigung der Arbeiter und unterstützte das Komitee durch ihre journalistische Arbeit. Sie wurde ab August 1980 eine Wegbereiterin der Solidarność auf der Danziger Werft und erlangte dadurch in Polen große Bekanntheit. Wegbegleiter ihrer Arbeit sind unter anderem Andrzej Celiński, Halina Mikołajska, Stanisław Barańczak und andere. 
Durch eine Polio-Erkrankung ist sie auf den Rollstuhl angewiesen. Ihre Popularität brachte ihr auch eine Fernsehrolle im Märchenfilm Kopciuszek, einer Verfilmung von Aschenputtel, ein. Heute arbeitet sie bei der Warschauer Zeitung Gazeta Wyborcza.